# Dorfkirche Springstille

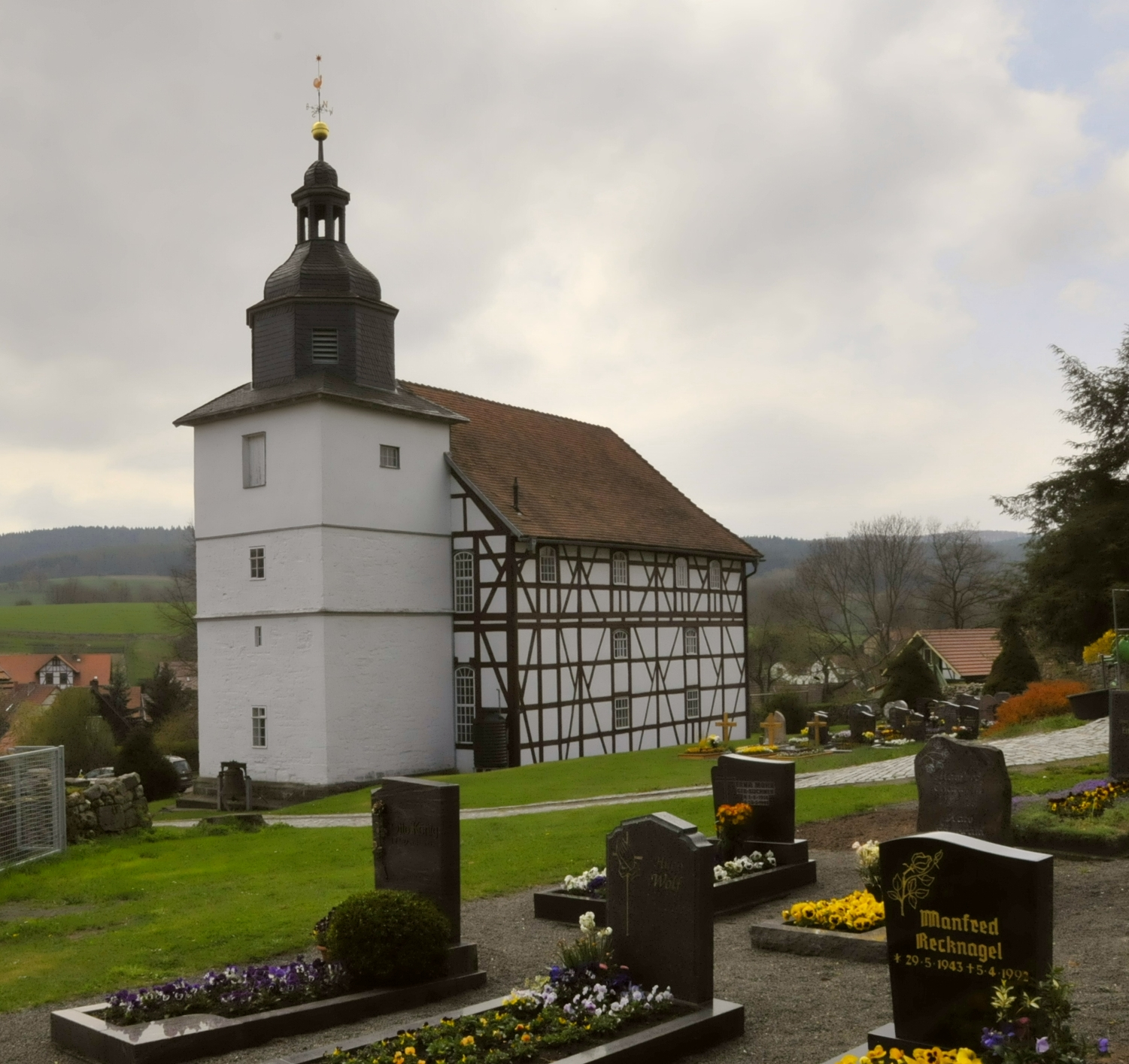
Die Kirche

Die evangelisch-lutherische Dorfkirche Springstille steht im Ortsteil Springstille der Stadt Schmalkalden im Landkreis Schmalkalden-Meiningen in Thüringen.

## Geschichte
1285 wurde die mittelalterliche St. Peter und Paul geweihte Vorgängerkirche zerstört. Nur die zwei untersten Geschosse des Kirchturms blieben. Das Kirchenschiff wurde vermutlich 1628 an diesen Turm angebaut. Es ist bis heute eines der wenigen unverputzten Fachwerkgebäude unter den Kirchen im Kirchenkreis.
Die Innengestaltung ist schlicht und freundlich marmoriert. Über dem Altar befindet sich die Orgelempore. An der Südseite stehen der Opferstock und der Taufstein.